# Križovec
Križovec (mađarski Muraszentkereszt) je naselje koje upravno pripada gradu Mursko Središće, u Međimurskoj županiji.
Prema popisu stanovništva iz 2011. godine, naselje ima 631 stanovnika (307 muškaraca i 324 žena).
Rijeka Mura protječe tik uz sjeverni obod naselja, a zbog velike poplave 2005. godine tamo je izgrađen nasip.
Između Križovca i susjedne Peklenice, nalazi se jedan od najzanimljivijih geoloških lokaliteta u Međimurju i u regiji, tzv. VERK. Riječ je o prelazu jedne riječne terase u drugu, a na Verku je taj prijelaz posebno uočljiv.
U naselju je smještena Javna ustanova za upravljanje zaštićenim prirodnim vrijednostima na području Međimurske županije, koja je 2008. godine u vlasništvo preuzela zgradu stare škole te ju pretvorila u jedini županijski Centar za posjetitelje u Republici Hrvatskoj.

## Stanovništvo
| broj stanovnika | 405   | 415   | 469   | 532   | 567   | 654   | 719   | 811   | 865   | 943   | 945   | 944   | 846   | 750   | 696   | 631   | 537   |
|                 | 1857. | 1869. | 1880. | 1890. | 1900. | 1910. | 1921. | 1931. | 1948. | 1953. | 1961. | 1971. | 1981. | 1991. | 2001. | 2011. | 2021. |

## Šport
- NK Torpedo (nogomet)
- Športsko ribolovno društvo VERK (ribolov)

## Udruge
- Wireless Udruga Križovec WUK
- DVD Križovec
- Udruga žena Križovec

## Vanjske poveznice
- Športsko ribolovno društvo VERK  Arhivirana inačica izvorne stranice od 12. siječnja 2019. (Wayback Machine)
- Javna ustanova za upravljanje zaštićenim prirodnim vrijednostima na području Međimurske županije